# Rogelio de Egusquiza
Rogelio de Egusquiza y Barrena (Santander, 1845-Madrid, 10 de febrero de 1915) fue un pintor, escultor y grabador español, especialmente conocido por ser amigo del compositor alemán Richard Wagner, haber realizado pinturas de temática wagneriana, y contribuir a la difusión de su estética en Madrid.

## Biografía
Se formó en Madrid y en la Escuela Imperial de Bellas Artes de París. A partir de finales de los años 1860, residió en París. La temática de sus obras fue en esta época historicista. Posteriormente, realizó pintura de género y retratos, y todo ello en un estilo academicista.

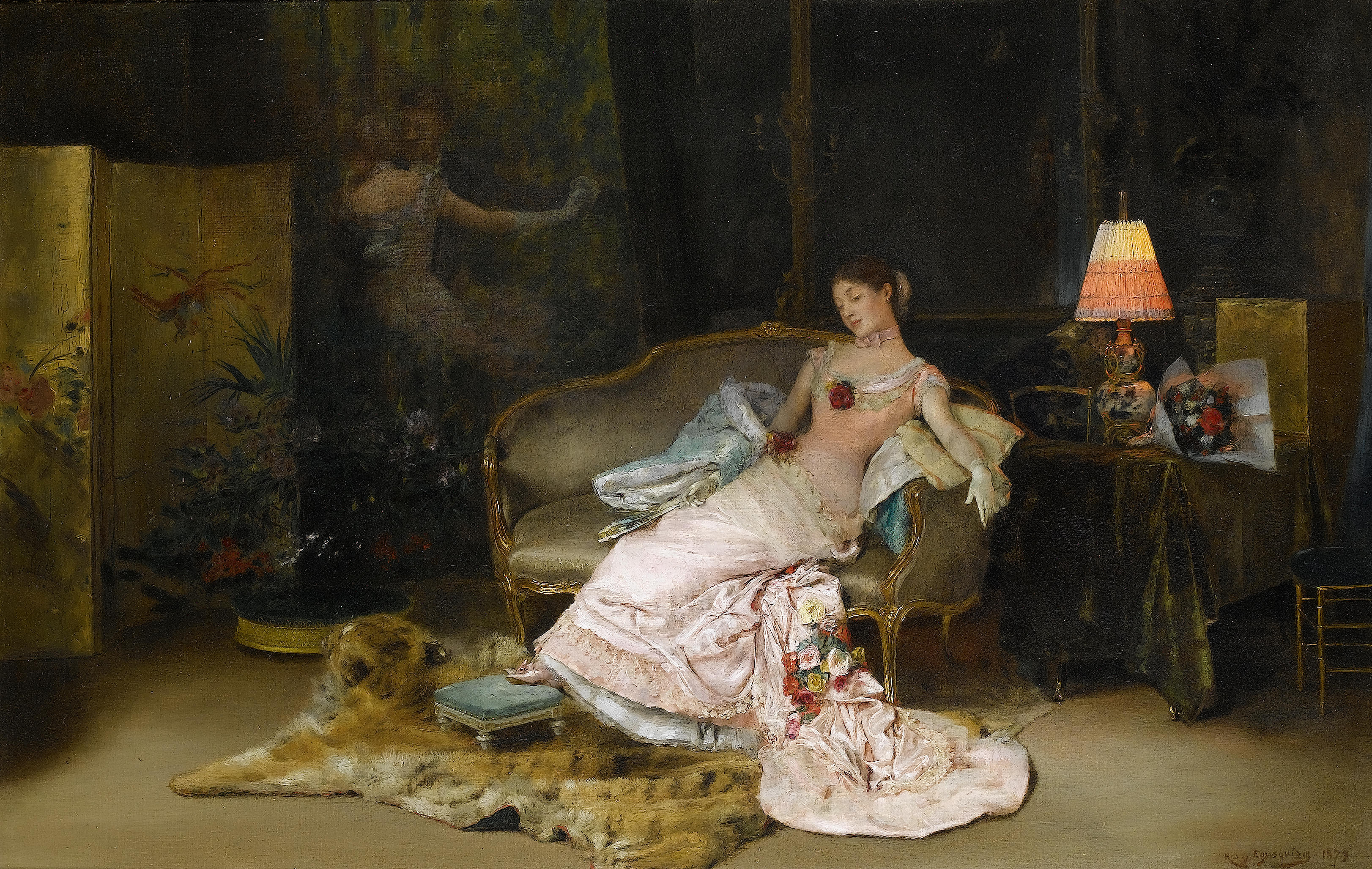
Ensueño durante el baile (1879), óleo sobre lienzo, 55 x 85 cm.

Tras el fallecimiento de Mariano Fortuny, estuvo en su taller de Roma, trabajando junto a los Madrazo, Raimundo y Ricardo, hasta 1875.
Conoció la música de Wagner en 1876, estando en París, lo que le llevó a viajar a Múnich para escuchar El anillo del nibelungo en el año 1879. Su entusiasmo por la música y las ideas estéticas de este compositor le llevaron a conocerlo personalmente, por lo que fue a su casa de Bayreuth. En los años posteriores, se reunió con el compositor varias veces: Venecia, 1880; Berlín, 1881 y Bayreuth, 1882. En esta última ocasión, asistió al estreno de Parsifal. Es uno de los dos únicos amigos españoles que tuvo Wagner; el otro fue el crítico musical Joaquín Marsillach.

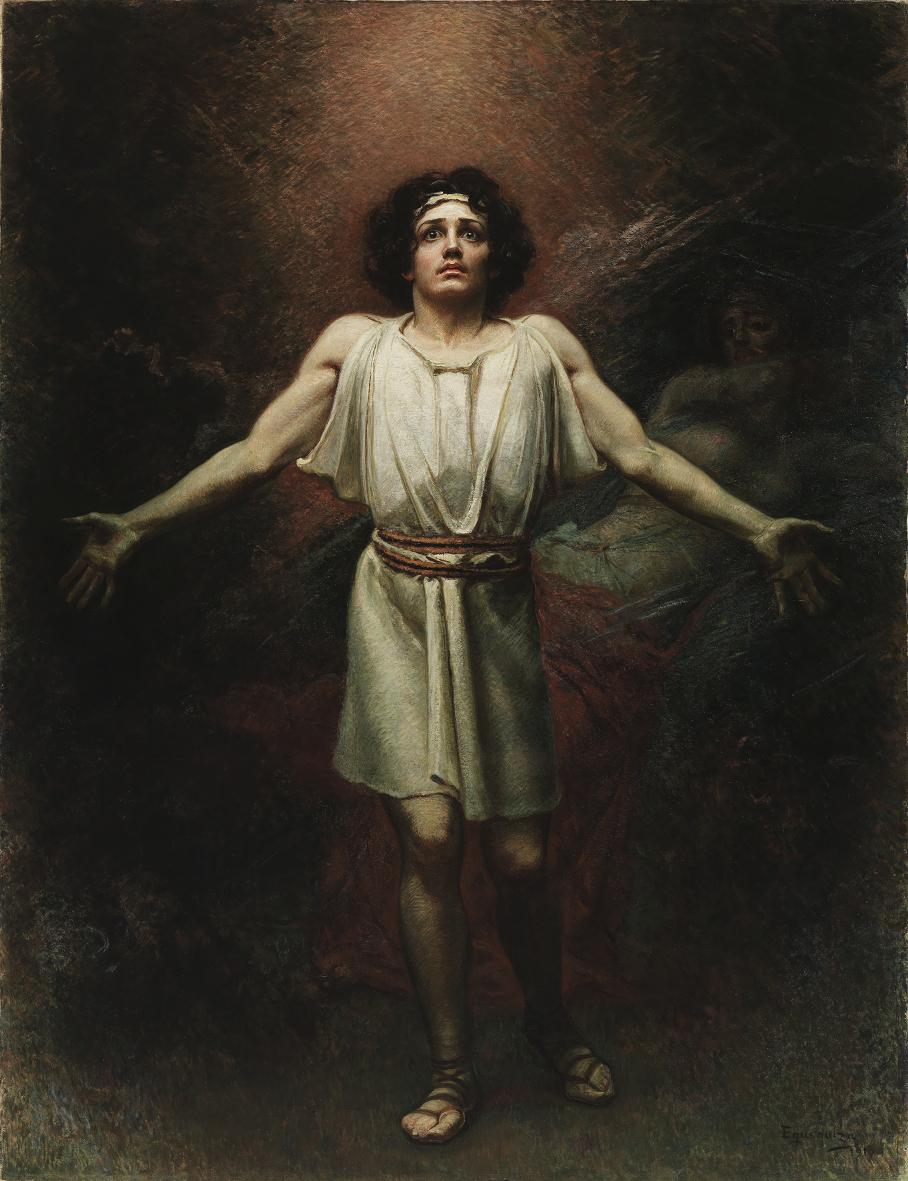
Parsifal (1906), Museo del Prado.

A partir de su encuentro con Wagner, Egusquiza dio un giro a su carrera y se dedicó a pintar temas wagnerianos, más retratos de sus personajes que de escenas concretas, dentro de un estilo simbolista. Y también retratos, como el de Schopenhauer y Luis II de Baviera. Fue el único español, aparte del doctor José de Letamendi, que colaboró en la revista Bayreuther Blätter, con un artículo sobre la iluminación en el teatro, titulado «Ueber die Beleuchtung der Bühne».
Participó en los salones de la Rosacruz de los años 1892, 1893, 1896 y 1897. Presentó estampas sobre Parsifal (Kundry, Amfortas, Parsifal, Titurel y El Santo Grial) en la Exposición Universal de París de 1900, donde fue reconocido con una medalla de plata; formaba parte del jurado Aureliano de Beruete. El gobierno francés lo distinguió con la Legión de Honor.
Aunque residía en París, viajaba con frecuencia a Madrid, donde vivía su hermana. Se integró en el círculo wagneriano madrileño, en torno al restaurante Lhardy. Con su pintura, influyó en la recepción del wagnerismo en la capital. Como señala Paloma Ortiz de Urbina y Sobrino:

Egusquiza aparece como mediador clave en la difusión de la estética wagneriana en Madrid. Residente en París e inmerso en el movimiento simbolista francés, su continuo contacto con España y su intensa relación con la capital (centrada en Beruete) le convierten en guía espiritual para los pintores vinculados al wagnerismo madrileño, proporcionándoles, con su simbolismo wagneriano, una nueva pauta estética y técnica, de origen francés, casi desconocida en Madrid en el momento en el que el pintor comienza su producción wagneriana, esto es, en los años ochenta del siglo XIX.

Cuando, en 1911, se constituyó la Asociación Wagneriana de Madrid, Egusquiza regaló a esta organización siete ejemplares de la reducción para canto y piano de varias óperas de Wagner, así como cien aguafuertes de su célebre retrato de Wagner, para que se pusieran a la venta entre los socios y que el dinero obtenido pasase a los fondos de la Asociación. Más tarde, se propuso a Rogelio de Egusquiza como Socio de Honor, quien aceptó el cargo, y el 30 de junio de 1913 apareció en la «lista de Señores Socios».
No se instaló de nuevo en la capital de España hasta que se vio obligado a ello por el estallido de la Primera Guerra Mundial en 1914. Murió en la capital el 10 de febrero de 1915.

## Obras

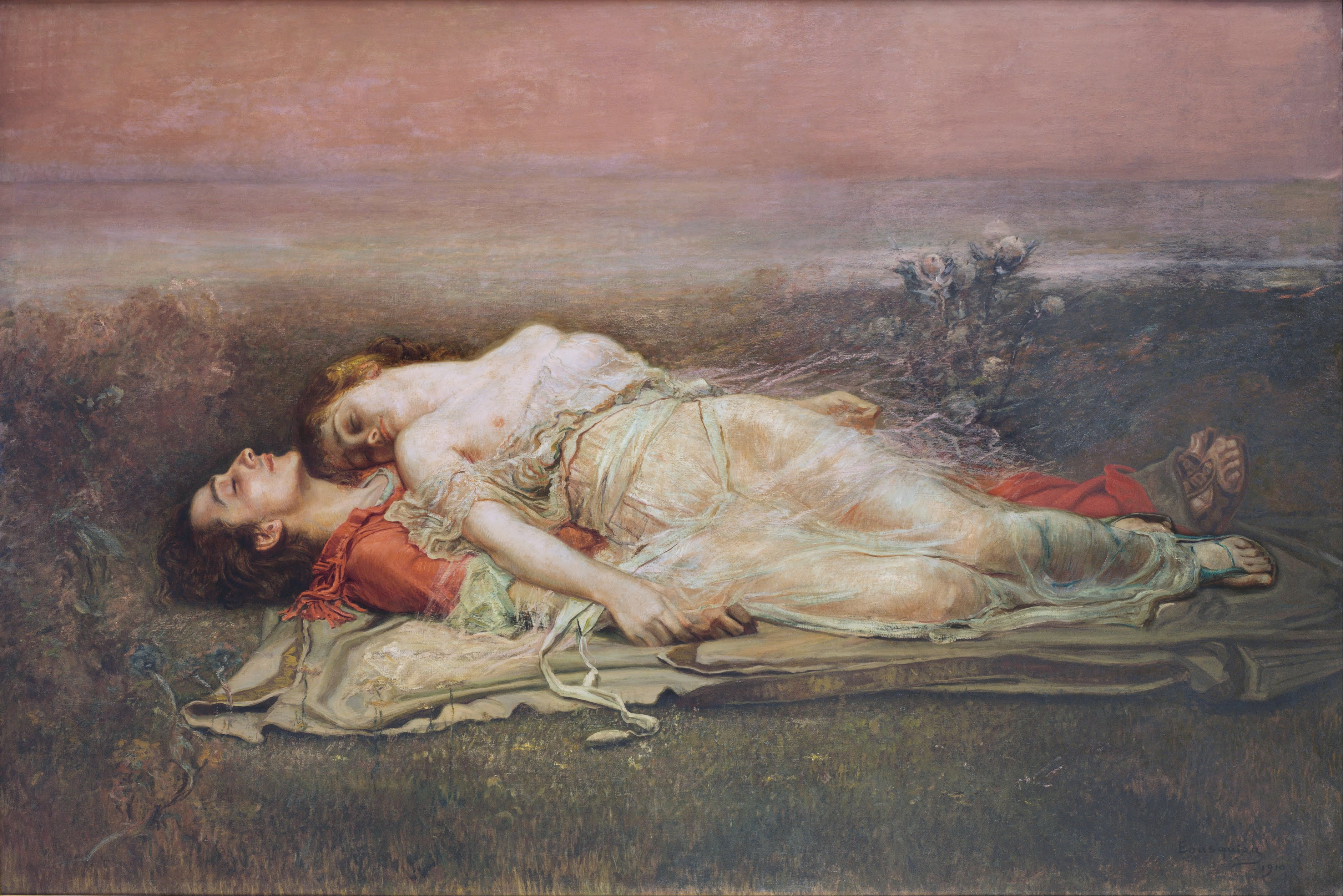
Tristán e Iseo (La muerte), 1910, óleo sobre lienzo, M.º de Bellas Artes de Bilbao.

Conserva obras de Egusquiza, principalmente, el Museo del Prado, habiendo algunas en la Biblioteca Nacional de Madrid, y en el Museo de Arte Moderno y Contemporáneo de Santander y Cantabria. Además de dibujos y grabados, el Museo del Prado conserva un busto de bronce de Richard Wagner (1892).
Para celebrar el segundo centenario del nacimiento de Wagner, el Prado expuso, entre el 5 de noviembre de 2013 y el 7 de septiembre de 2014, obras de Egusquiza, en la sala 60 del edificio Villanueva, con el título «El Mal se desvanece».
- Aline Masson (1878) óleo sobre lienzo, Museo de Arte Moderno y Contemporáneo de Santander y Cantabria
- Serie de 10 aguafuertes (h. 1883-1884), aguafuerte, aguatinta y punta seca sobre papel, Museo de Arte Moderno y Contemporáneo de Santander y Cantabria
- Parsifal (1890), carbón y pastel sobre papel, Museo del Prado
- Titurel (1890), sanguina sobre papel, Museo del Prado
- Amfortas (1890), carbón y tiza sobre papel, Museo del Prado
- Retrato de Richard Wagner (1892), bronce fundido, Museo del Prado
- El Santo Grial (1893), aguafuerte, aguatinta y punta seca sobre papel japón, Museo del Prado
- Kundry (1893), carbón y tiza sobre papel, Museo del Prado
- De 1894 son dos dibujos, uno de Kundry y otro de Amfortas, aguafuerte y punta seca sobre papel japón, Museo del Prado
- Parsifal (1895), aguafuerte y punta seca sobre papel japón, Museo del Prado
- Tristán e Isolda (1896), aguafuerte y punta seca sobre papel, Museo del Prado
- Titurel (1899), aguafuerte y punta seca sobre papel japón, Museo del Prado
- El Santo Grial (1901), grabado, The Trustees of the British Museum
- En 1902 hizo retratos de Calderón de la Barca y Francisco de Goya en aguafuerte sobre papel, Museo del Prado
- Rafael Conde y Luque, Conde de Leyva (1905) óleo sobre lienzo, Museo de Arte Moderno y Contemporáneo de Santander y Cantabria
- De 1906 son dos óleos sobre lienzo que se conservan en el Museo del Prado, uno representa a Kundry y el otro a Parsifal
- Tristán e Iseo (La muerte; 1910), óleo sobre lienzo, Museo de Bellas Artes de Bilbao
- Tristán e Iseo (La vida; 1912) óleo sobre lienzo, Museo de Arte Moderno y Contemporáneo de Santander y Cantabria
- Retrato de señora (1913), óleo sobre lienzo, Museo del Prado.

## Para saber más
- Beruete y Moret, Aureliano (1918). Rogelio de Egusquiza. Pintor y grabador. Madrid: Blass y Cía.
- Lobera Vizcaíno, María Ángeles (2000). Richard Wagner (1813-1983) et Rogelio d’Egusquiza (1845-1915): Correspondances des arts. Toulouse: Université de Toulouse-Le Mira il. U.F.R. de Lettres, Philosophie et Musique.
- Ortiz de Urbina y Sobrino, Paloma (2005). «La huella de Richard Wagner en la pintura española». Cuadernos del Minotauro (Minotauro Digital) (2). ISSN 1699-6321. Consultado el 19 de agosto de 2015.